# Antoine Alphonse Chassepot

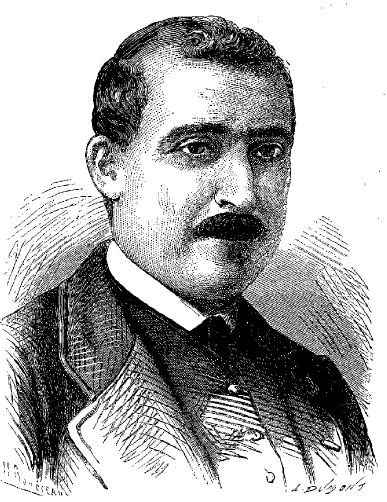
A. A. Chassepot

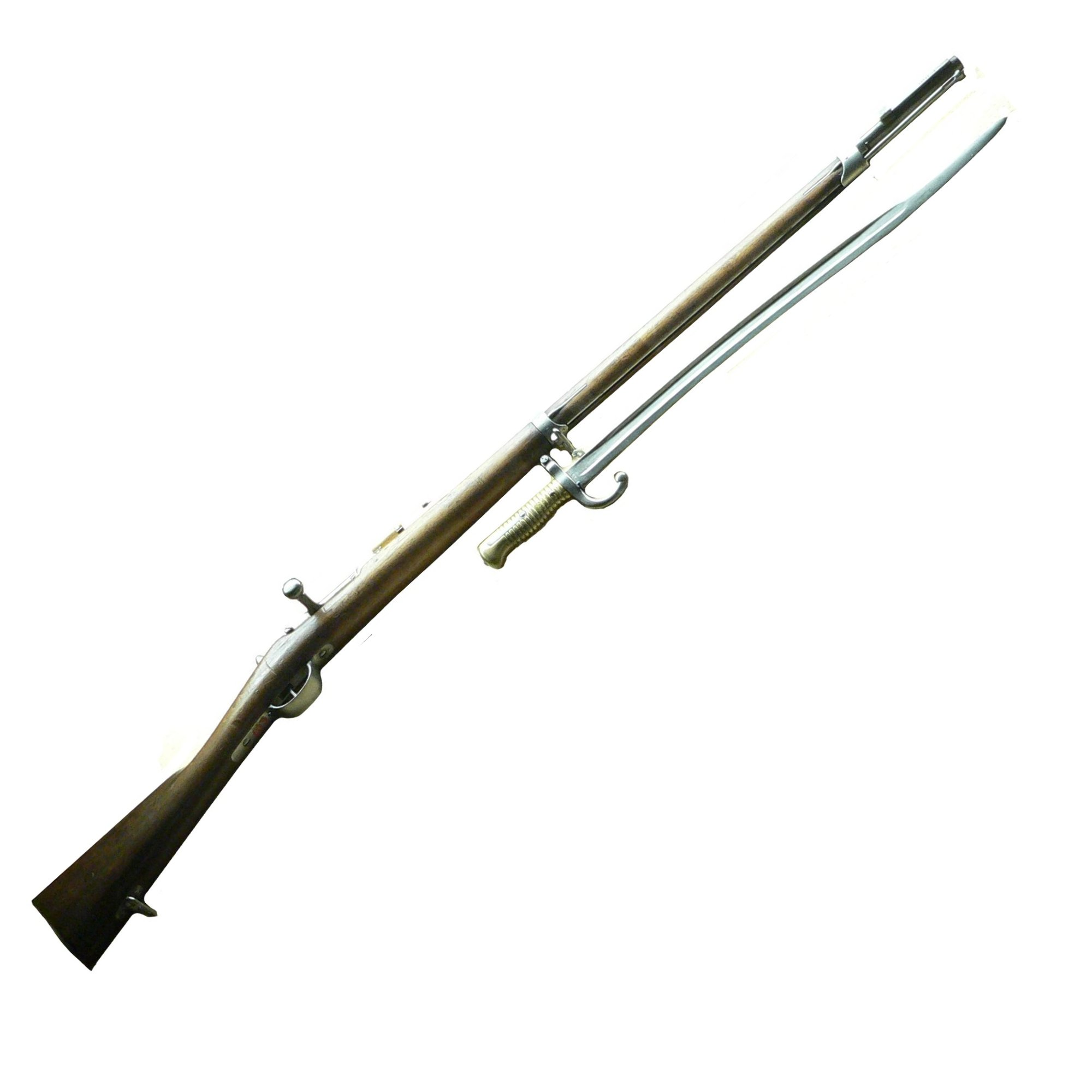
Chassepotgewehr

Antoine Alphonse Chassepot (* 4. März 1833 in Mutzig, Frankreich; † 5. Februar 1905 in Gagny, Frankreich) war ein französischer Erfinder.
Antoine Alphonse Chassepot war Arbeiter in der Waffenfabrik von Saint-Thomas in Paris. 1858 wurde er dort Beamter und legte 1863 dem französischen Kriegsministerium das Modell eines Hinterladegewehrs, anfangs mit Perkussionszünder, ohne Einheitspatrone, später die Nachbildung eines Zündnadelgewehrs von Johann Nikolaus von Dreyse mit Einheitspatrone vor. Erst nachdem die Erfolge des preußischen Zündnadelgewehrs 1866 die Überlegenheit der Hinterlader bewiesen hatten, wurde sein Chassepotgewehr als Waffe für die französische Infanterie und leichte Kavallerie unter der offiziellen Bezeichnung fusil modèle 1866 eingeführt. Bis 1870 wurden die Gewehre in der Waffenfabrik im ehemaligen fürstbischöflichen Schloss, dem Château des Rohan, in seiner Heimatstadt hergestellt.
Antoine Alphonse Chassepot bekam den Orden der Ehrenlegion verliehen, und dazu noch 30.000 Franc Preisgeld.